# Bulbophyllum scabrum
Bulbophyllum scabrum là một loài phong lan thuộc chi Bulbophyllum.